# Oulton Park
Oulton Park és un circuit de curses situat al nord-oest d'Anglaterra, prop de Little Budworth, Cheshire. Té una longitud de 4,5 km, tot i que també és possible celebrar-hi curses en pistes més curtes. L'equipament va ser originalment un camp d'entrenament per a les tropes nord-americanes en el període previ al desembarcament de Normandia.
La primera pista, construïda pel Mid-Cheshire Car Club, va aconseguir un èxit de públic considerable durant la dècada del 1950. Al circuit s'hi van celebrar competicions de renom com ara la International Gold Cup per a cotxes de Fórmula 1 (tot i que no vàlida per al campionat) en què hi van participar els millors pilots i equips de l'època, entre ells Stirling Moss, que hi va aconseguir cinc victòries. Oulton Park va acollir també curses de Fórmula 5000, de cotxes esportius i de turisme, a més del famós Trofeu Transatlàntic de motociclisme.
Actualment, Oulton Park acull curses dels campionats britànics de Superbike, Fórmula 3, GT i Turisme.